# 吕布莱
吕布莱（法語：Lublé，法語發音：[lyble]）是法国安德尔-卢瓦尔省的一个市镇，位于该省西北部，属于图尔区。

## 地理
吕布莱（47°30'53"N, 0°14'42"E）面积12.6 平方千米，位于法国中央-卢瓦尔河谷大区安德尔-卢瓦尔省，该省份为法国中西部省份，北起萨尔特省、东北接卢瓦-谢尔省，东南接安德尔省，南至维埃纳省，西临曼恩-卢瓦尔省。
与吕布莱接壤的市镇（或旧市镇、城区）包括：莫尔恩河畔布赖埃、拉瓦利耶尔堡、莫讷河畔马西伊、圣洛朗德兰、维利耶欧布安、努瓦扬维拉日。

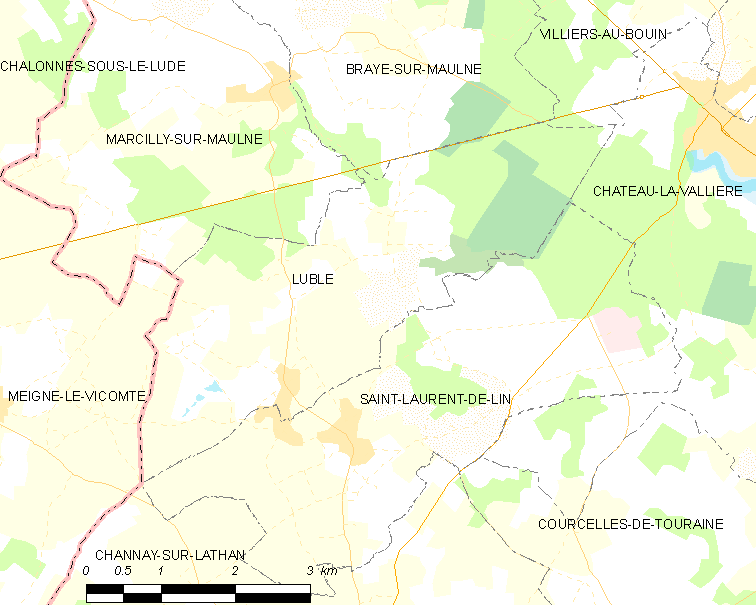
吕布莱的OSM定位图

吕布莱的时区为UTC+01:00、UTC+02:00（夏令时）。

## 行政
吕布莱的邮政编码为37330，INSEE市镇编码为37137。

## 政治
吕布莱所属的省级选区为朗热县。

## 人口

1962-2008年间吕布莱人口变化图示

吕布莱于2022年1月1日时的人口数量为140人。